# Kalmaroorlog
De Kalmaroorlog of de Oorlog van Kalmar (Deens: Kalmarkrigen; Zweeds: Kalmarkriget) was een oorlog tussen Denemarken en Zweden van 1611 tot 1613. De oorlog werd gevoerd over de aanspraken van beide landen op het uiterste noorden van Scandinavië. Denemarken wist de belangrijkste steden in het zuiden van Zweden te veroveren, maar het bleek onmogelijk om naar Stockholm door te stoten. Groeiende internationale druk bracht Denemarken tot het sluiten van de Vrede van Knäred, waarmee de oorlog werd beëindigd.
De Kalmaroorlog was de laatste oorlog waarin Denemarken zijn positie als belangrijkste macht in Noord-Europa wist te handhaven.

## Voorgeschiedenis
Denemarken was aan het begin van de 17e eeuw de machtigste staat in het Oostzeegebied. De controle over de Sont en de daarbij behorende Sonttol waren van groot strategisch en economisch belang. Ook de handel en de visvangst in de noordelijke Noordzee en in de Barentszzee waren in Deense handen. Door het bezit van Noorwegen en Skåneland grensde Denemarken zowel in het westen en noorden als in het zuiden aan Zweden. Het Zweedse buitenlandse beleid werd in belangrijke mate beïnvloed door de angst voor een Deense verovering van Zweden.

### De strijd om het Noorden
Om de omcirkeling door Denemarken te doorbreken begonnen de Zweden langzaam maar zeker het dunbevolkte land rond de Noordkaap in te nemen. Zweedse controle over de Noordkaap zou het ook mogelijk maken om de handel met Rusland via Archangelsk te beheersen. Het in 1595 met Rusland gesloten Verdrag van Teusina vormde een wettelijke basis voor de Zweedse gebiedsuitbreiding. Soldaten, belastingophalers en bestuurders drongen steeds verder naar het noorden op, wat tot schermutselingen met de plaatselijke Noorse bevolking leidde. Om zijn aanspraken op deze noordelijke gebieden kracht bij te zetten nam koning Karel IX na zijn kroning in 1607 de titel "Koning van de Lappen in het Noordland" aan. Bij het stichten van een nieuwe havenstad op het eiland Hisingen, ten noorden van de Sont, schonk Karel IX de nieuwe Nederlandse bewoners zelfs het recht om in de Barentszzee te vissen. Denemarken protesteerde hiertegen en de Deense koning Christiaan IV reisde zelfs persoonlijk naar het hoge noorden om de Deense soevereiniteit over het gebied te benadrukken.

### Zweedse conflicten met Polen en Rusland
Het commerciële belang van de noordelijke route naar Rusland werd versterkt door de Zweedse oorlog met Polen-Litouwen (1600–1611). Koning Sigismund Wasa van Polen was korte tijd koning van Zweden geweest totdat hij in 1599 werd afgezet door zijn broer Karel IX. Sigismund bleef echter aanspraak maken op de Zweedse kroon en werd daarin gesteund door Christiaan IV, die Karel IX weigerde te erkennen als rechtmatige koning van Zweden. Om een mogelijke Poolse invasie voor te zijn nam Karel zelf het initiatief toen hij vanuit Zweeds Estland Pools Lijfland binnenviel. De oorlog en de Zweedse blokkade van de Hanzestad Riga verstoorde de handel in de Oostzee. Veel handelaars probeerden het oorlogsgebied te ontwijken door het Russische achterland van Riga via Archangelsk te bereiken. Hierdoor steeg het belang van de noordelijke route en daalde de opbrengsten van de Sonttol.
Ook in Rusland raakte Zweden betrokken bij een oorlog. Tijdens de chaotische Tijd der Troebelen steunde Zweden eerst de Russische elite tegen de Polen, maar vanaf 1610 de begonnen de Zweden de Ingrische Oorlog waarbij geprobeerd werd om zo veel mogelijk Russisch grondgebied te veroveren.

### Pogingen tot bemiddeling en het uitbreken van de oorlog
Christiaan IV zag door de Zweedse problemen in het oosten een gelegenheid om Zweden te verslaan en zo de problemen in Lapland ten gunste van Denemarken op te lossen en misschien zelfs de Unie van Kalmar te herstellen. Christiaan begon zijn vloot uit te breiden, een aantal forten te versterken en liet een nieuw arsenaal aanleggen in Kopenhagen. In tegenstelling tot Christiaan IV en Karel IX waren de Deense en Zweedse Rijksraad fel gekant tegen een eventuele oorlog. Ook internationaal was er grote weerstand, omdat een oorlog de handel door de Sont zou verstoren.